# AVCS
Active Valve Control System (сокр. AVCS) — автомобильная технология изменения фаз газораспределения японской компании Subaru. Она изменяет фазы газораспределения с помощью гидравлического масляного давления для вращения распредвала в целях обеспечения оптимального газораспределения в зависимости от нагрузки на двигатель. Система работает в замкнутом контуре с использованием датчиков распредвала, датчиков коленвала, расходомера воздуха, положения дроссельной заслонки, а также кислородных датчиков и/или датчиков соотношения воздуха и топлива для расчёта нагрузки на двигатель. ЭБУ управляет клапанами, которые регулируют подачу гидравлического давления, чтобы переместить распредвал в положение, обеспечивающее максимальную производительность двигателя при соблюдении стандартов выбросов.
Система AVCS применяется в двигателях EJ207 версии 7 и выше, EJ204, EJ254, EJ255, EJ257, EZ30D второго поколения (с 2005 года на рынке США), которые устанавливаются на Legacy Outback, Legacy 2.0R, 3.0R и B9 Tribeca.
Система Dual AVCS управляет впускным и выпускным коллекторами на двигателе EZ36, который устанавливается на Tribeca 2008+, Outback 3.6R 2009+, Legacy 3.6R 2009+ и STi EJ257 2008+ (головки блока цилиндров от двигателей W25). Dual AVCS применяется в двигателях FA20 на WRX, Forester и BRZ 2015+, а также в двигателях FB20 на Impreza/Crosstrek 2012+, хотя они работают по другому принципу. Dual AVCS также применяется в двигателях японского производства, в частности, в двигателях EJ207 поздних выпусков на WRX STI.

## Описание
Реализация AVCS сильно отличается от AVLS. Последняя всего лишь изменяет профиль кулачка, управляющего двумя клапанами.
В системе AVCS электронный блок управления двигателем (ЭБУ) может управлять электромагнитным клапаном, который ускоряет или замедляет вращение распределительного вала на 35 градусов.
Замедление работы кулачков на холостом ходу или очень низкие нагрузки двигателя могут обеспечить наиболее плавный и лёгкий холостой ход. Начиная с холостых оборотов и заканчивая средними нагрузками двигателя, AVCS продвигает впускные клапаны вперёд, чтобы они начали открываться на последней части такта выпуска, когда выпускные клапаны всё ещё приоткрыты. Часть давления, создаваемого во время такта выпуска, поступает во впускной коллектор, создавая эффект рециркуляции выхлопных газов (EGR). Впускные клапаны также закрываются раньше во время такта впуска. Это способствует повышению эффективности двигателя и экономии топлива.
При очень высоких нагрузках двигателя система AVCS продвигает впускные клапаны дальше, чтобы они открывались ещё быстрее во время такта выпуска. Это создаёт эффект продувки, то есть, впускной поток воздуха помогает очистить цилиндр от выхлопных газов. Он также быстрее закрывает впускные клапаны на такте сжатия. В результате повышаются объёмный КПД, динамическая степень сжатия и выходная мощность.